# Здание реальной гимназии для мальчиков
Здание реальной гимназии для мальчиков в Советске — памятник архитектуры, здание, в котором располагалось одно из главных учебных заведений города. Здание является объектом культурного наследия муниципального значения.

## Возникновение и развитие тильзитской реальной школы (1839-1860 гг.)
В 20-е и 30-е годы XIX столетия Тильзит переживал экономическое возрождение. В Тильзите существовала гимназия, в которой изучали старые языки: латынь и греческий, но отсутствовала школа для изучения естественных и точных наук, а развитие торговли и производства в Тильзите требовало наличие такого учебного заведения. Этим обусловлено открытие новой школы (которая затем была преобразована в реальную гимназию). Произошло это 30 октября 1839 года.  Первое здание школы располагалось на Wasserstraße 10 (сейчас улица Мамина-Сибиряка). Первым ректором был приглашен Отто Кондитт, урожденный тильзитец, работавший до этого в кенигсбергской церковной школе.  Первые выпускные экзамены состоялись в 1843 году. Возросшее количество учащихся требовало более просторного здания, которое было торжественно открыто на Schulstraße 10/11  в 1850 году. В 1857 году в школе был назначен новый директор – Роберт Тагманн, именно при нем школа была преобразована в реальную школу 1 порядка. Соответствующее право было выдано в 1860 году.

## От реальной школы первого порядка к реальной гимназии (1860-1882 гг.)
Новый высокий статус школы привел к большим изменениям: выросли зарплаты преподавателей, свидетельства об окончании школы получили повышенную значимость. Однако в связи с этим выросла и плата за обучение. В 1864 году школа отметила своё 25-летие. Через некоторое время после этого умирает директор Тагманн. Его наследником становится Луи Кох. В 1869 году был открыт новый спортзал с гимнастическими снарядами на Kohlstraße. В следующем году началась Франко-Прусская война, школьная комиссия установила чрезвычайный экзамен для получения аттестата зрелости, после которого все старшеклассники добровольно могли отправиться на фронт.  В 1874 году здание школы получило пристройку западного крыла, где были размещены дополнительные классные комнаты и чертежный зал. 
Количество учеников росло непрерывно и достигло в 1876 году количества 450 человек. В 1879 году школа получила особое внимание Прусского государства. В 1882 году реальное училище 1 порядка было преобразовано в королевскую реальную гимназию.

## Развитие реальной гимназии до 1913 года
В 1888 году директор Луи Кох ушел в отставку по возрасту, его преемником стал 35-летний Макс Дангель, с которым школа отпраздновала в 1889 году 50-летие своего существования.  К юбилею преподавателем Кнааке была написан сборник по истории гимназии. Торжественное празднование длилось несколько дней в актовом зале гимназии в присутствии многочисленных почётных гостей, бывших учеников, делившихся воспоминаниями своей юности и желающих вновь увидеть своих старых школьных товарищей. После окончания торжеств состоялся большой банкет в ресторане. Это был единственный большой юбилей. Празднование 100-летия гимназии в 1939 году осталось в тени начавшейся Второй мировой войны, а 150-летний праздник прошел в других рамках и вдали от Советска.  Количество учеников последних лет XIX-го столетия составляло примерно 300 человек. 
Число еженедельных уроков (без гимнастики и музыки) уменьшилось от 248 в 1889/90 учебном году до 232 в 1899/1900 году.
В начале 20 века количество учеников гимназии резко увеличилось, это сделало необходимым строительство нового здания. К тому же, в 1912/13 учебном году произошло преобразование реальной гимназии по Франкфуртской системе. Было организовано высшее реальное училище для подготовки к реальной гимназии.  После длительных переговоров оба учебных заведения были объединены в одном здании по ту сторону замкового мельничного пруда в прекрасном живописном месте, где был расположен новый аристократичный район города. Строительство нового здания началось в 1910 году, а в 1913 году обе школы осуществили переезд.

## Развитие гимназии в новом здании

Здание реальной гимназии для мальчиков в Тильзите 1913 г

Главный корпус содержал 19 классов, 3 помещения для уроков физики, 3 для биологии и одно для химии, два чертежных зала с модельными помещениями, по одной комнате для естественных наук, географии и пения, иностранных языков. Кроме того, там находились ученическая библиотека, учительская, актовый зал, кабинет директора, комнаты школьных смотрителей. 
К главному зданию относились также спортзал и жилой дом директора, находящиеся на другой стороне. 

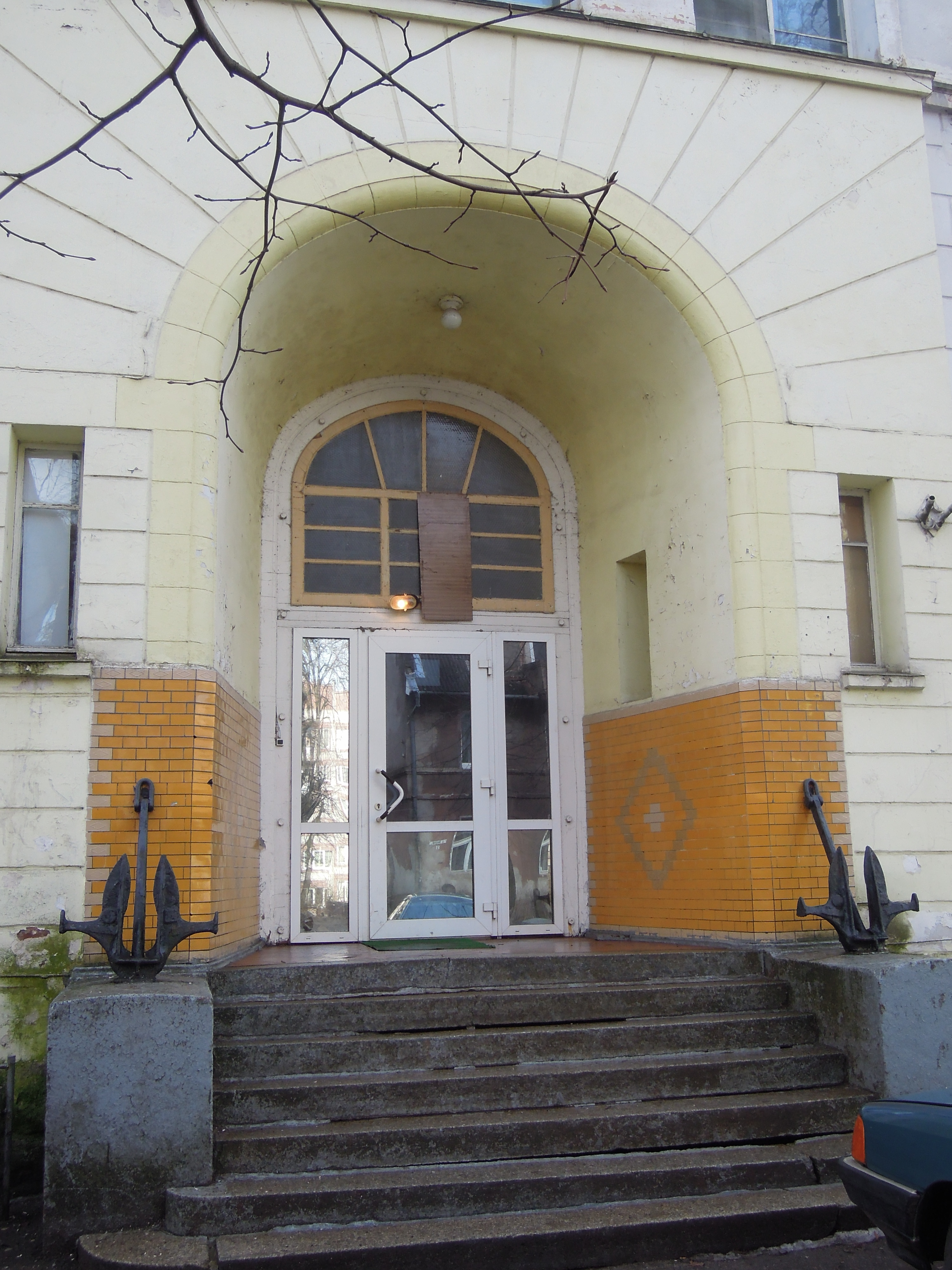
Вход в бывшую реальную гимназию

Учебный год 1914/15 был очень изменчивым. В начале обучения в наличии имелись 14 классов, 415 учеников и 20 преподавателей, однако в связи с Первой мировой войной происходила мобилизация преподавателей, и классы были вынуждены объединиться до 10 групп.  После Первой мировой войны гимназия получила дальнейшее развитие, так как в обществе возросло значение математики и естественных наук, на первое место вышло изучение английского языка. 
Быстро росло и количество учеников, если в 1913 году в гимназии обучалось 404 ученика, то в 1921/22 учебном году их число достигло 581 человека, а в 1930/31 – 695 человек. 
Плата за обучение составляла 120 марок каждый год в 1924/25 учебном году, в 1926/27 уже поднялась до 200 марок, а в 1931/32 составляла уже 250 марок, несмотря на начавшийся мировой экономический кризис. Характерной чертой обучения периода Веймарской республики являются выборы родительского совета и образование ученических представительств самоуправления. 
У родительских советов, избираемых каждый год, были обязанности заботиться о гигиеническом состоянии молодежи, а также платить взносы и пожертвования для содействия ученикам из малообеспеченных семей, снабжения школы медицинским инвентарем, проведения спортивных соревнований, организации экскурсионных дней и поездок.
Чтобы получить аттестат зрелости надо было учиться 9 лет, учебный год начинался в апреле и заканчивался к пасхе следующего года. Школа  не ограничивалась только простой передачей знаний. Она включала в себя и воспитательный элемент, сформировалась практика, что старшие классы летом выезжали на 14 дней в сельскую школу-интернат. Нахождение на природе и совместные переживания оставляли неизгладимое впечатление.  Пребывание в сельских школах-интернатах принадлежало к самым прекрасным воспоминаниям школьной жизни.
Значительные перемены произошли в 1933 году. На момент 1932/33 года в гимназии обучалось 610 учеников, 413 были тильзитцами, 74 ученика из других городов, а 123 ученика из окрестностей, которые жили в пансионе. 
В 1933 году существующий в школе комитет преподавателей упразднялся, в школьные программы вводился национально-политический учебный курс. Пребывание в летних лагерях стало делом союза молодежи.  В 1937 году учреждение получило имя «средняя школа для мальчиков», количество учебных лет сократилось до 8. Осенью 1939 года должен был состояться столетний юбилей школы, но начавшаяся Вторая мировая война изменила жизнь школы. Многие ученики старших классов добровольно привлекались к военной школе и покидали школу. 
В марте 1943 в школе отмечали "юбилейный аттестат зрелости".  
Сто лет назад первый выпускник покинул школу. Празднование юбилейного аттестата стало апогеем в развитии школы и в то же время оповещало о её скором конце.  В следующем году только 3 старшеклассника сдавали экзамен на аттестат зрелости, в том же 1944 году школа была закрыта.
После войны в здании гимназии был расположен военный госпиталь Минобороны, после его закрытия в 2010 году историческое здание постепенно ветшает и разрушается.

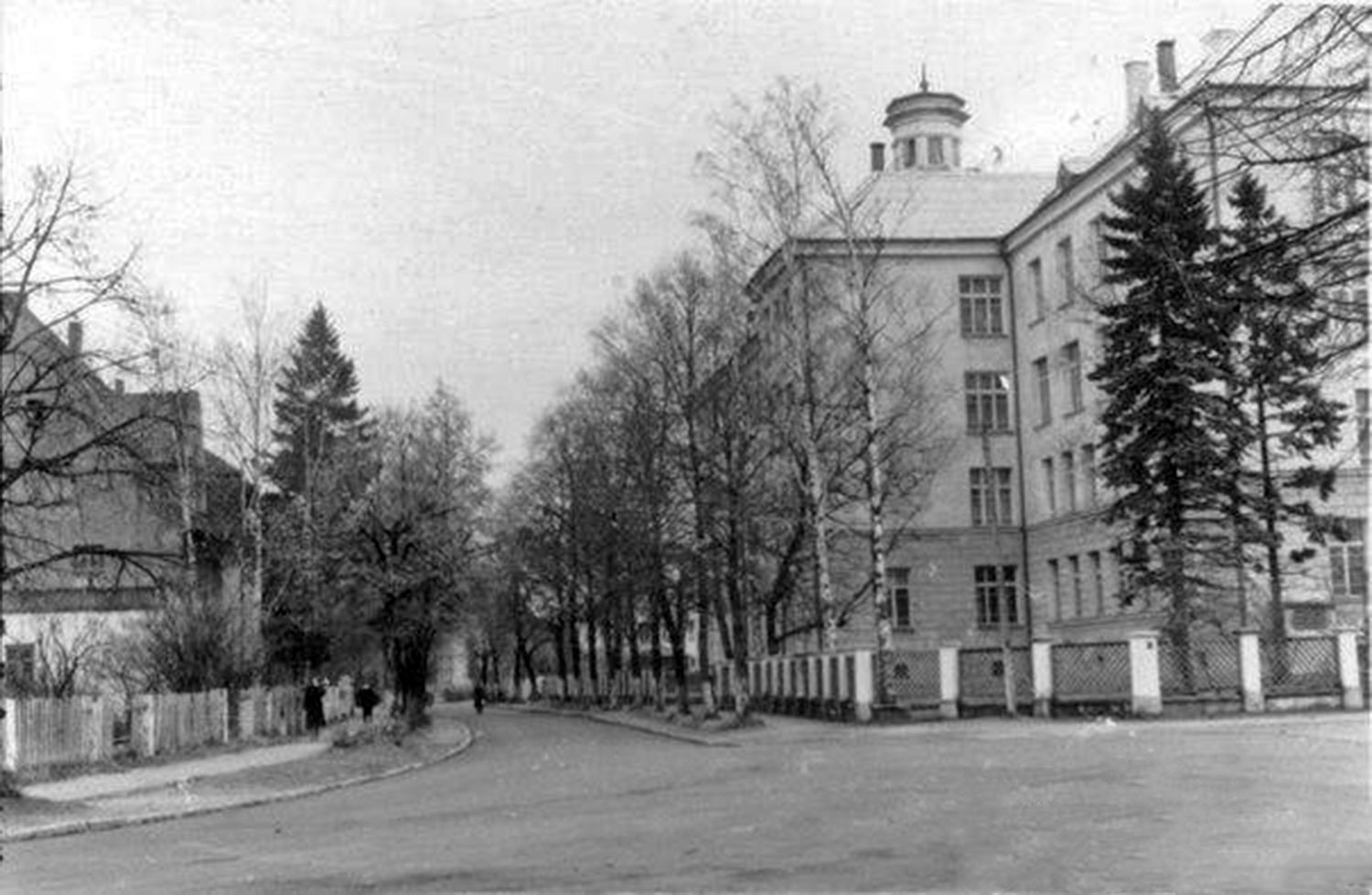
Здание госпиталя военного гарнизона в г. Советске 2

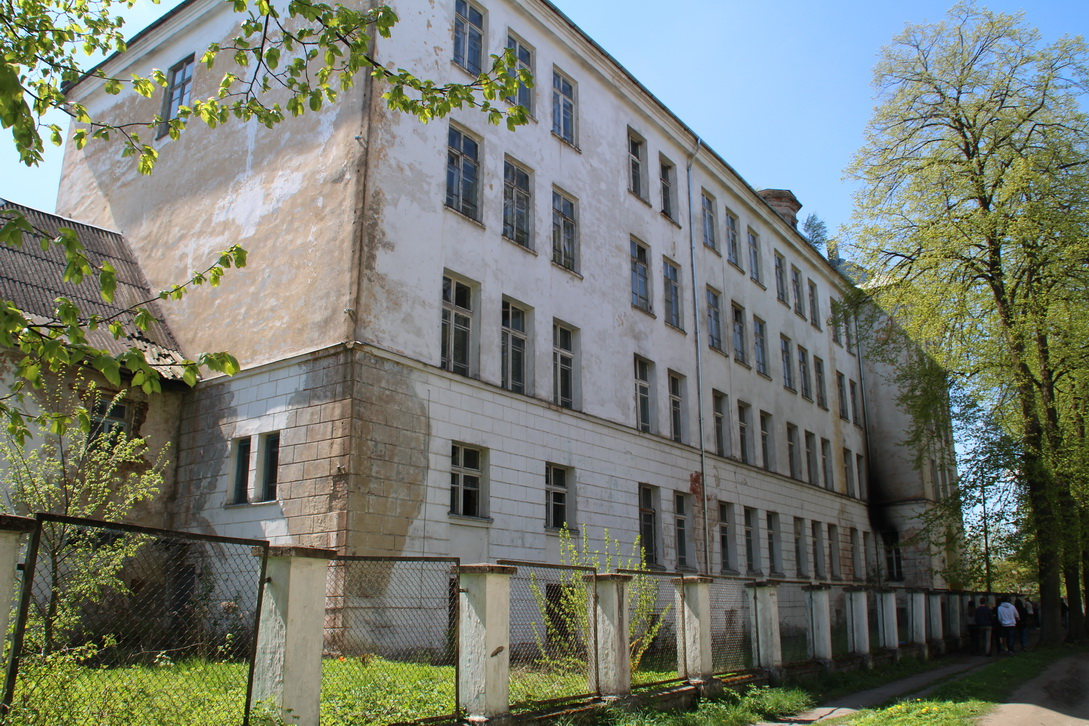
Здание госпиталя военного гарнизона в г. Советске 1